# Haifisch
Haifisch (Duits voor haai) is een single van de Duitse metalband Rammstein. Het is de derde single van hun zesde studioalbum Liebe Ist Für Alle Da. Hij is uitgebracht op 28 mei 2010.

## Lied
Het refrein van het lied is een allusie op het lied Die Moritat von Mackie Messer van Bertolt Brecht, van de Driestuiversopera uit 1928. Vergelijk:

Und der Haifisch, der hat Zähne

und die trägt er im Gesicht

und Macheath, der hat ein Messer

doch das Messer sieht man nicht.
— Die Moritat von Mackie Messer

Und der Haifisch, der hat Tränen

und die laufen vom Gesicht

doch der Haifisch lebt im Wasser

so die Tränen sieht man nicht.
— Haifisch

De tekst is voornamelijk gebaseerd rond het woord "halten" en zijn variaties. Bijvoorbeeld in de eerste strofe:

Wir halten zusammen.

Wir halten einander aus.

Wir halten zueinander,

niemand hält uns auf.

Wir halten euch die Treue.

Wir halten daran fest

und halten uns an Regeln,

wenn man uns regeln lässt.
— Haifisch

## Videoclip
De video ging in première op 23 april 2010 op de MySpace-pagina van de band.
In de video is de band te zien op een begrafenis van de leadzanger, Till Lindemann, samen met enkele andere rouwenden, waaronder Marilyn Manson. Er breekt een gevecht uit tussen twee vrouwen die Lindemanns kinderen hebben. Tezelfdertijd overweegt de rest van de band wie Lindemann zal vervangen als zanger (Henry Rollins en James Hetfield worden geopperd, waarbij Hetfield schijnbaar gekozen wordt). Ondertussen gaat de video verder en wordt Lindemann in zijn graf geplaatst met het opschrift "eindlich allein" ("eindelijk alleen"), terwijl meerdere scenario's worden getoond van hoe Lindemann aan zijn eind kwam, die allemaal gebaseerd zijn op vroegere video's van Rammstein. Later begint de band ook onderling te vechten, waardoor Lorenz in het graf valt. Hierdoor wordt onthuld dat er geen lichaam in de kist zit. Lindemann, die nu een snor heeft, is nog in leven en vertoeft in Oahu in Hawaii. Van daar stuurt hij een postkaart naar de band met de tekst "Viele Grüße vom Arsch der Welt" ("Vele groeten uit de aars der wereld"), en er wordt getoond dat hij tijgerhaai gevangen heeft op 14 februari 2010, een inleiding op de video van Mein Land.

## Nummers
Gelimiteerde cd-single
1. Haifisch - 3:46
2. Haifisch (Haiswing Remix) by Olsen Involtini - 3:40
3. Haifisch (Remix by Hurts) - 3:45
4. Haifisch (Remix by Schwefelgelb) - 4:24

12" gelimiteerde en genummerde blauwe vinyl
1. Haifisch - 3:46
2. Haifisch (Schwefelgelb Remix) - 4:24

7" gelimiteerde en genummerde blauwe vinyl
1. Haifisch - 3:46
2. Haifisch (Haiswing Remix) by Olsen Involtini - 3:40

Digitale download
1. Haifisch - 3:46
2. Haifisch (Haiswing Remix) by Olsen Involtini - 3:40
3. Haifisch (Hurts Remix) - 3:45
4. Haifisch (Schwefelgelb Remix) - 4:24
5. Haifisch (Paul Kalkbrenner Remix) - 3:28

## Hitlijsten
In Vlaanderen en Nederland kwam de single niet in de hitlijsten. In Duitsland stond het nummer twee weken in de lijst, met als hoogste notering plaats 33. In Frankrijk stond het 26 weken lang in de hitlijst, met hoogste notering 50.